# مسجد جامع حاج سید حسن کدکنی
مسجد جامع حاج سید حسن کدکنی مربوط به اواخر دوره قاجار است و در شهرستان تربت حیدریه، شهر کدکن - میدان مسجد جامع، نبش خ شهید جوادی واقع شده و این اثر در تاریخ ۲۵ آبان ۱۳۸۴ با شمارهٔ ثبت ۱۳۸۷۲ به‌عنوان یکی از آثار ملی ایران به ثبت رسیده‌است.